# Мирьям (язык)
Мирьям (также мирриам, мерньянг; англ. mirriam, mernyang) —  чадский язык (или диалект), распространённый в центральных районах Нигерии (в районе Шендам штата Плато). Входит в кластер кофьяр ангасской группы западночадской языковой ветви.
Численность говорящих — около 16 739 человек (1963). Язык/диалект бесписьменный.

## Классификация
Идиом мирьям входит в состав кластера кофьяр. Помимо него в данный кластер включаются языки/диалекты кофьяр, диммук (доемак), квалла (квагаллак), бвал (бвол), гворам, джипал, тенг и шиндай. Языки/диалекты объединения кофьяр являются частью подгруппы сура-ангас ангасской группы западночадской подветви западночадской ветви чадской семьи (ангасская группа также может обозначаться как группа A.3, или сура-герка, а западночадская подветвь как подветвь A).
Мирьям и другие идиомы кластера кофьяр чаще всего рассматриваются как диалекты (диалектный пучок), иногда их описывают как отдельные близкородственные языки (название «кофьяр» для данного языка или группы языков выбрано по названию идиома кофьяр, наиболее значимого и самого крупного по числу носителей среди остальных близких ему языков/диалектов). Как диалекты идиомы кластера кофьяр представлены в классификации чадских языков, опубликованной в справочнике языков мира Ethnologue; в классификациях чадских языков, рассматриваемых в работах британского лингвиста Р. Бленча и в классификации, опубликованной в базе данных по языкам мира Glottolog. Как самостоятельные языки идиомы кофьяр отмечены в классификации, данной в работе С. А. Бурлак и С. А. Старостина «Сравнительно-историческое языкознание».

## Диалекты
Р. Бленч в своей работе An Atlas of Nigerian Languages упоминает о двух диалектах языка мирьям — ларр/ларданг и микьет.